# Стефан Салгънджиев
Стефан Колчев Салгънджиев е изтъкнат български възрожденски просветен деец, общественик и журналист.

## Биография
Салгънджиев е роден през 1847 година в Ески Заара. Учи в родния си град, в българското училище в Цариград и гръцката Халкинска семинария.
В годините 1868 – 1870 Стефан Салгънджиев е български учител в Солун и редактор на българския отдел на официалния четириезичен (турски, гръцки, еврейски и български) орган на вилаета „Солун“. Сближава се с валията Мехмед Акиф паша Арнавуд, който го наема да обучава сина му на български език. Активно участва в обществения живот на солунските българи и в 1868 година е сред основателите на Солунската българска община. В Солун настоява в обучението да се използва книжовният български език, а не местният говор.
В края на февруари 1970 година се венчава в Кукуш и дарява на тамошното читалище „едно годишно течение на Солунския вилаетски вестник“, а съпругата му – пари. След закриването на българския отдел на вестник „Солун“, Салгънжжиев работи като чиновник в Солунското вилаетско управление до началото на 1872 година.
В периода 1872 – 1878 година е български учител в Сяр, изпратен от Македонската българска дружина. В изключително трудна обстановка в 1872 година с помощта на Илия Касъров от Копривщица и Златан Миленков от Христос успява да разкрие първото българско училище в къщата на Хаджи Аргир в махалата Горна Каменица. Салгънджиев спомага и за изграждането на българска община и български параклис в махалата Долна Каменица, в къщата на Илия Забитов. Води ожесточена борба срещу гръцката пропаганда в Сярско, заради което многократно е арестуван. Докато пребивава в Сяр гърците организират срещу него два неуспешни опита за убийство. В 1873 година Салгънджиев мести училището във Вароша - в къщата на един от най-ревностните серски българи Константин Говедаров в махалата Чай Бойнунда. След още една година отново го мести в къщата на Златан Миленков в махалата Клокотница.
През август 1873 година Салгънджиев се нарежда сред основателите на учителско дружество „Просвещение“ в Неврокоп. На 20 май 1878 година от името на дружеството той подписва Мемоара до Великите сили с искане за прилагане на Санстефанския договор и неоткъсване на Македония от новосъздадената българска държава.
В дейността си е подкрепян от Българската екзархия, Българското читалище в Цариград, Македонската българска дружина, както и от Петко Славейков, Стефан Веркович и други.
През 1878 година Салгънджиев за кратко е служител в Окръжния административен съвет в София. През учебната 1878 - 1879 година е назначен от екзарх Йосиф за главен учител на българското класно училище в Одрин. От есента на 1879 година живее в Пловдив, столицата на Източна Румелия. Секретар е на Санитарната инспекция в града. Активно участва в движението за съединие на Източна Румелия с Княжество България през 1885 година и е член на БТЦРК.

## Документално наследство
Салгънджиев сътрудничи на вестниците „Македония“, „Право“, „Век“ и други. Автор е на ценни спомени - „Лични дела и спомени по възраждането на солунските и серски българи, или 12-годишна жестока неравна борба с гръцката пропаганда“, издадени в две части в Пловдив през 1906 година. Писмата му, публикувани през 1943 година от Христо Гандев са ценен източник за народностните борби в Сяр, Сярско и Одрин. През 2023 година Македонския научен институт публикува изданието „Възраждането на солунските и серските българи. Спомени и лични свидетелства“, в което са събрани спомените, писмата, статиите и други документални материали на Салгънджиев.